# Helena Casas Sal
|  | Per a altres significats, vegeu «Helena Casas Roige». |

Helena Casas Sal   (Vila de Gràcia, 6 d'octubre de 1973) és una cantant i música catalana integrant dels grups Pomada (1998), Conxita (2005), Angelina i els Moderns (2009) i 2princesesbarbudes.
A Pomada, un grup de música folk actualitzada, Helena Casas hi feia veus i tocava la pandereta. Amb Conxita va evolucionar cap al pop i amb Angelina i els Moderns va recuperar l'estil de música ié-ié, mitjançant el seu alter ego «Angelina Fàbregas», la cantant del grup. El primer disc de la seva nova formació, Conxita, fou guardonat als Premis Enderrock de música en català del 2006 amb el Premi al millor disc i amb el Premi al millor disc de pop-rock.
Amb el grup Angelina i els Moderns va participar en l'espectacle de cap d'any (2008-09) de TV3. Junt amb Marc Marcé, des del 2008 forma part del grup 2princesesbarbudes, que fa música infantil amb instruments de joguina.

## Discografia
Amb Pomada
- 1998: Folklore (en casset)
- 2000: el disc 1 de pomada
- 2001: el disquet de pomada
- 2004: CD 2.POM (descarregable només a internet)

Amb Conxita
- 2006: Amb lletra petita
- 2008: Santa Rita, Santa Rita

Amb Angelina i els Moderns
- 2009: Angelina i els Moderns
- 2020: Gran reserva[8]

Amb 2princesesbarbudes
- 2011: Cançons i rimetes
- 2013: Enciclopèdia baixeta de la nit
- 2014: Gaueko entziklopedia koxkorra
- 2015: Sempre de vacances
- 2016: Siempre vacaciones
- 2018: Enaren kontuak
- 2019: La bona vida
- 2023: Som i serem[9]